# 裏技
裏技（うらわざ、英語: subterfuge）とは主にコンピュータゲームにおいて、実行すると特異な現象を引き起こすテクニックのこと。
もしくは、あまり知られていないが、知っていると生活上便利な知恵などのこと。

## 呼称
かつてゲーム雑誌には、読者から寄せられた裏技情報を掲載するコーナーがあったが、その呼称は雑誌によって異なる。『ファミ通』では「禁断の秘技」（きんだんのひぎ）、『ファミリーコンピュータMagazine』では「ウル技」（ウルテク、「ウルトラテクニック」の略）と呼称していた。
1985年3月に二見書房が出版した『ファミリーコンピュータ 人気ゲーム裏ワザ大全集』という名前のファミコンソフトのタイトルの冊子が存在したが、内容はゲーム攻略本で裏技要素はほとんどなかった。次いで『ロードランナー』で主人公がハシゴにつかまっているときに片手だけ上げた状態で動かないでいると敵に触れてもミスにならないバグが判明したが、完成したROMカートリッジ内容を修正することはできず、ハドソンの高橋名人が『月刊コロコロコミック』（小学館）編集部と話し合い、「表の技ではなく裏の技ということで紹介してみては」との結論に至った。
そして『コロコロコミック』でファミコンを担当していた編集者の利田浩一がプロレス用語でもあったという裏技を、編集会議で提案したところ採用された。『コロコロコミック』1985年5月号でこの言葉が使われた特集記事が掲載され、先述の『ロードランナー』のバグが裏技といえるような紹介がなされた。前述の「秘技」は同誌連載の『ゲームセンターあらし』『とどろけ!一番』『ゼロヨンQ太』などで多用されていたため目新しくなく使われず、同年代に裏本など非合法な裏モノが話題も上っていたことで禁じ手のイメージとして裏技という言葉の使用に影響、『裏ワザ大全集』と『コロコロ』での使用は両者無関係に行われたとみられている。なお、1984年前後のプロレス関連メディアにはプロレス用語として裏技が使われていた例が見つからなかったとの指摘がある。
辞書では裏技を「開発者が意図しない」とする説明もあるが『ゼビウス』の隠しキャラクターのように意図して仕込んだり、「公式に明かされていない方法」とも説明されるがこれは攻略法も当てはまり、裏技を発見するよう仕向けられていることもある。中にはファミコン版『ドルアーガの塔』のエンディングに裏面への隠しコマンドが表示されるようにゲーム中で手順がわかる裏技もある。概ね役立つものとして説明されているが『桃太郎伝説』の音楽鑑賞モードに入るパスワードや『スーパーマリオブラザーズ』のキンタマリオのように攻略とは無関係なこともある。
『ロードランナー』ではプログラムミスをそうではないことにするための言葉だったが、あるメーカーは進行不可能になる明らかなバグも裏技と言い張ったこともあった。それゆえ、裏技が判明することはバグがあったことになるためメーカー側は使いにくい言葉だった。

## コンピュータゲーム
コンピュータゲームには、さまざまな裏技が存在する。
テストコード
開発時にプログラマーやテスターが利用したコード。
イースターエッグ
意図的に隠された機能。
バグ技
プログラムのバグを利用した技。グリッチ（glitch）とも呼ばれる。
ショック技
電源異常や配線のショート、不正な配線の挿抜などでプログラムを異常動作させる技。
攻略法
バグも含めた様々な要素を利用したゲーム攻略やスコアなどの稼ぎテクニック。
現象
損得に繋がらない程度の何らかの変化をゲーム内に発生させる技。
テストコードやイースターエッグは開発現場から外に伝わったり、ゲーム雑誌で公開されることがある。
ハードウェアに物理的な影響を与え、特異な現象を引き起こすものはプログラムのバグに起因するものではないが、バグ技の一種とすることがある。日本ではプログラム上のバグに限らず、異常なゲーム画面が現れた状態を指して「バグった」と形容することがある。英語ではこのような表示の異常を指す場合、"bug"ではなく"glitch"(グリッチ。「異常」の意。またはバグ技そのものを指す。）と称する。バグ技やショック技は、プレイヤーに利益をもたらすこともあるが、時にゲームが停止することもあり、最悪の場合データ消失や本体の故障にもつながる恐れがある。後述の『スーパーマリオブラザーズ』のワールド9や『ポケットモンスター』のミュウ出現については、メーカー自ら危険であることを表明した特異なケースである。

### オンラインゲームと裏技
裏技は、ネットを介して楽しむオンラインゲームでは、その使用に対し利用規約にて注意または処罰されることがある。裏技によって引き起こされるゲームバランスの崩壊が、運営会社や他のユーザーに多大な影響を及ぼすこととなるからである。過去には、『リネージュ』『ウルティマオンライン』『ラグナロクオンライン』などにおいて、ゲーム内通貨を不当に獲得できるようになる裏技が使用されたことがあった。
そのため、裏技を悪用したユーザーには、ゲームのアカウント停止やデータ巻き戻しなどのペナルティが科せられることがある。裏技の原因となるバグはアップデートによって修正されている。

### 裏技の例

#### 隠し技
前述のとおり、制作者が意図的に組み込んだものを「隠し技」と呼ぶ。コマンド入力により発動するものの例として、無敵コマンド、ステージセレクト、コンティニューサウンドテストがある。その他にも、無限1UP、イースター・エッグ（隠しメッセージ）、隠しアイテムなどがある。隠しコマンドによりプレイヤーがパワーアップするものについてはコナミコマンドが著名である。隠し技とは若干趣が異なるが、開発時のバランス調整やデバッグの助けとするために用意された"デバッグモード"(デバッグコマンド)などが製品版でも残されている事例がある。また、異例としてファミリーコンピュータ版『ゲバラ』にて隠しコマンドを入力すると『サスケvsコマンダー』の家庭用移植版が隠しゲームとしてプレイできる。

#### バグ技
プログラムや仕様の不具合を突いてプレイヤーがなんらかの利益を得るためのものを「バグ技」と呼ぶ。移動時などでの衝突判定の誤作動を利用し、本来通過できない場所に無理矢理侵入する技がある。これは時としてタイムアタックなどにも利用されるが、脱出不可能となり、その後の正常なゲーム進行が不可能となる場合もある。ロールプレイングゲームなどでの戦闘プログラミングの穴を突いた各種のバグ技も存在する。また、各種の「制作者の想定していなかった操作」により、アイテムが増殖する、本来手に入らないアイテムを手に入れる、などが可能な事例もある。また、バグというよりはプログラムの穴を突いた技であるが、ゲームの進行状況を保存するためにパスワードを用いるゲームにおいては、それを捏造、もしくは改造することが可能なものがある。同時にプログラム側の想定していない状況を作り出せる場合がある。
そもそもがバグであるので何が起こっても不思議ではないのだが、シナリオ判定のバグを利用して様々な意味不明な現象を起こすものの一例として、『ドラゴンクエストIII そして伝説へ…』での「ランシールバグ」がある。
なお、バグ技の中にはバッテリーバックアップのセーブデータ破壊を含め、正常にゲームを続行できなくなるものもある。あまりにも深刻と判断されたものは再版やアップデートの際に修正が行われたり、最悪の場合ソフトの回収騒ぎに発展することもある。

#### ショック技
これは、ゲーム機のACアダプタを半分抜いた状態にすることや、コネクタをショートさせることなどで、物理的な影響を与えてバグが発生したような状態を引き起こすものである。
ロムカセットを使用しているゲームでは、プレイ中にロムカセットを抜き差し、傾けたりすることで、さまざまな現象が発生する。
CD-ROMやDVDなどのメディアを使用しているゲームでは、プレイ中にトレイを開けたり（通称「オープントレイ技」）、ディスクを入れ替えたりすることで、さまざまな現象が発生する。
前述の『コロコロコミック』でも裏技特集が掲載された際、一般読者からの投稿を募集したことがあったが、このような機械の不正利用などを使ったものはハード、ソフトを損傷させる恐れがあるため、このような投稿があった場合は「裏技とはみなさない」と注意、警告されたことがある。
『RTA in Japan 2020』の『ドラゴンクエストIII そして伝説へ…』のRTAではホットプレートなどを使いファミリーコンピュータ本体の温度を調整することによって生じるバグが披露されたが、これも1つのショック技の事例である。

#### 攻略法
各ゲームごとのシステムや特徴を逆手に取って攻略を容易にするもの。通常のプレイの延長とも言えるが、特に効果の高いものは裏技として扱われる場合がある。お得な豆知識からゲームバランスを崩壊させかねないものまで様々。
RPGでは「増殖する敵を倒し続けて経験値を稼ぐ」「無料回復施設の近辺でレベル上げ」といった攻略は定番となっている。コントローラのボタンをセロハンテープなどで固定して放置し長時間の自動戦闘を行わせるといった裏技も存在する。
格闘ゲームやシューティングゲームにおける「ハメ技」「安全地帯」「稼ぎプレイ」も一種の裏技と言える。

#### 現象
プログラム的な仕込みや不具合、処理落ちなどのゲームハード的な制約を含め、様々な条件が重なって発生する何らかの変化や、見た目が○○のように見える「だけ」の現象も裏技扱いされる場合がある。ゲーム的な損得に繋がることは殆ど無く、見た目の奇抜さを楽しむだけの技なので裏技としてのランクは低い。

## コンピュータゲーム以外での「裏技」

### 生活の技としての「裏ワザ」
1997年から2007年まで放映されたテレビ番組『伊東家の食卓』では、「油性ペン」による落書きを綺麗に消す裏ワザ」など、「知っていると便利な生活の技（知恵）」、すなわちライフハックを「裏ワザ」として紹介していた。

### プロレス
一般の試合では「地味すぎる」「危険」などの理由で使えないが、実戦的には有効な関節技などの攻撃や、テレビ放映の収録などがある試合では使用できない下ネタ系の技を「裏技」と呼称して使用することがある。例としては「極まったとしても観客からは何が起こっているのか全く理解、判別できないが、非常に有効な関節技」「目潰し」「肛門に対する指突きなどの攻撃」などがある。